# Zymomonas
Zymomonas és un gènere de bacteris. L'espècie més coneguda d'aquest gènere és Zymomonas mobilis. Els membres d'aquest gènere són gram negatius, anaerobis facultatius, no esporulants, flagellats polarment, bacteris amb forma de coma.
Són bacteris que fan la fermentació i per això espatllen la sidra i la cervesa, ja que produeix acetaldehid i sulfur d'hidrogen.
Zymomonas és un bacteri que donen etanol a partir de la glucosa sense necessitar oxigen i fan que sigui un microbi efectiu en la producció d'etanol en la producció de biocombustibles.